# Paracyproidea lineata
Paracyproidea lineata är en kräftdjursart som beskrevs av William Aitcheson Haswell 1879. Paracyproidea lineata ingår i släktet Paracyproidea och familjen Amphilochidae. Inga underarter finns listade i Catalogue of Life.